# Lamborghini Estoque

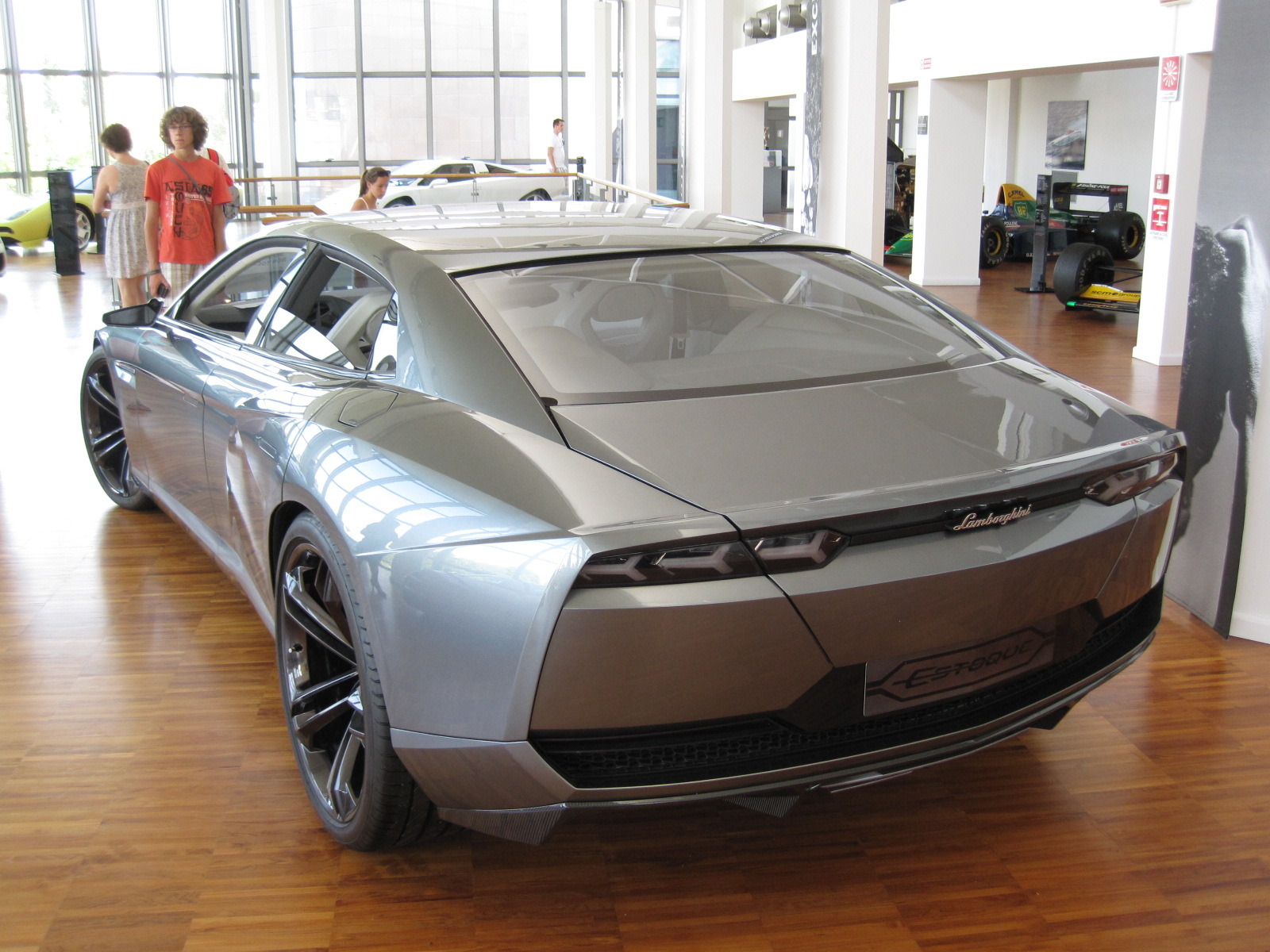
Tył Lamborghini Estoque

Lamborghini Estoque – koncepcyjny supersamochód włoskiej firmy Automobili Lamborghini, zaprezentowany podczas Międzynarodowej Wystawy Samochodowej w Paryżu w 2008 roku. Pojazd jest rewolucyjnym krokiem w historii marki. Jako pierwszy (poza Lamborghini LM002) został skonstruowany z nadwoziem typu sedan z silnikiem umieszczonym z przodu auta, co jest odejściem od tradycji włoskiego konstruktora.
Samochód wyposażono w silnik benzynowy w układzie V10 o pojemności 5,2 litra i mocy 560 KM, który napędza obie osie pojazdu. Rozważano także wprowadzenie silników V8 lub V12, a także, za sugestią dyrektora Lamborghini, Manfreda Fitzgeralda, hybrydowej jednostki napędowej z wykorzystaniem silnika Diesla.
Maurizio Reggiani, szef działu badawczo-rozwojowego Lamborghini, przyznał, że w związku z kryzysem gospodarczym, model Estoque nie zostanie wprowadzony do seryjnej produkcji.
Podobnie jak z pozostałymi modelami Lamborghini, nazwa Estoque także nawiązuje do świata byków. Oznacza miecz, który jest używany przez matadorów podczas walk na arenie.
We wnętrzu auta umieszczono cztery elektrycznie regulowane fotele. Pojazd został wyceniony na około 675 tysięcy złotych.